# Damnation (computerspel)
Damnation is een steampunk third-person shooter videospel, uitgegeven door Codemasters. Het spel werd eerst uitgegeven via Steam op 22 mei 2009 en later op dvd (26 mei 2009) voor Xbox 360, PlayStation 3 en Microsoft Windows.
Damnation speelt zich af op een alternatieve aarde vlak na de Amerikaanse Burgeroorlog. De hoofdpersonen, geleid door Hamilton Rourke, vechten tegen een rijke industrieel, Prescott, die het Confederatieleger en de Unie wil verenigen om zo de Verenigde Staten om te dopen naar een "Amerikaans Rijk" met een totalitair dictatorschap.
Het spel was eerst een Unreal Tournament 2004 mod en nam deel aan de Make Something Unreal wedstrijd van Epic Games. Toen de mod de tweede prijs ontving werd het ontwikkeld als spel op zich. Veel van de mogelijkheden uit de mod zijn behouden, waaronder de Third-person camera en spirit vision.